# Flaminio (metropolitana di Roma)
Flaminio è una stazione della linea A della metropolitana di Roma.

## Storia
La stazione fu costruita come parte della prima tratta, da Anagnina a Ottaviano, della linea A della metropolitana di Roma entrata in servizio il 16 febbraio 1980.
Nel 2005 è stata rinominata Flaminio-Piazza del Popolo insieme ad altre stazioni della stessa linea vicine a importanti luoghi o monumenti storici.

## Struttura e impianti
La stazione è dotata di due binari, che in tale tratto corrono in due distinte gallerie, serviti dalle rispettive banchine. Il piano binari, scavato a foro cieco, è collegato al mezzanino superficiale, scavato a cielo aperto, attraverso rampe di scale e scale mobili.
L'atrio della stazione ospita alcuni mosaici del premio Artemetro Roma ad opera di Paolo D'Orazio e Lee Doo Shik. La stazione della metropolitana è direttamente collegata con la stazione ferroviaria, origine della ferrovia Roma Nord.

## Interscambi
- Stazione ferroviaria (Piazzale Flaminio)
- Fermata tram (Flaminio, linea 2)
- Fermata autobus ATAC e COTRAL

## Servizi
La stazione dispone di:
- Biglietteria automatica